# Зимові Олімпійські ігри 1956
Зимові Олімпійські ігри 1956 або VII Зимові Олімпійські ігри — міжнародне спортивне змагання із зимових видів спорту, яке проходило під егідою Міжнародного олімпійського комітету в місті Кортіна д'Ампеццо (Італія) з 26 січня по 5 лютого 1956 року.
Ці ігри були дебютними зимовими іграми для СРСР, спортсмени якого відразу завоювали найбільшу кількість нагород. Це були також зимові Олімпійські ігри, які вперше показали по телебаченню.

## Вибори міста проведення
| Місто             | Країна | 1-й раунд |
| Кортіна-д'Ампеццо | Італія | 31        |
| Монреаль          | Канада | 7         |
| Колорадо-Спрінгс  | США    | 2         |
| Лейк-Плесід       | США    | 1         |

## Види спорту
| - Бобслей (2) - Гірськолижний спорт (6) - Ковзанярський спорт (4) - Лижне двоборство (1) | - Лижні гонки (6) - Стрибки з трампліна (1) - Фігурне катання (3) - Хокей (1) |

В дужках вказана кількість розіграних комплектів медалей.

## Учасники
В змаганнях взяв участь 821 спортсмен (689 чоловіків та 132 жінки) з 32 країн.
| - Австралія (10) - Австрія (66) - Бельгія (6) - Болгарія (7) - Болівія (1) - Велика Британія (45) - Греція (3) - Іран (4) - Ісландія (8) - Іспанія (14) |  | - Італія (79) - Канада (37) - Південна Корея (4) - Ліван (3) - Ліхтенштейн (8) - Нідерланди (8) - Об'єднана німецька команда (75) - Норвегія (51) - Польща (53) - Румунія (20) - СРСР (67) |  | - США (74) - Туреччина (6) - Угорщина (2) - Фінляндія (34) - Франція (37) - Чилі (4) - Чехословаччина (41) - Швейцарія (61) - Швеція (68) - Югославія (18) - Японія (10) |

В дужках зазначена кількість спортсменів від країни.

## Визначні результати
Австрійський гірськолижник Тоні Зайлер уперше в історії виграв золоті медалі в усіх трьох видах гірськолижного спорту.
Найбільше нагород на цій Олімпіаді зібрав шведський лижник Сікстен Єрнберг, який виграв чотири олімпійські медалі.

## Результати
| Місце  | Країна    | Золото | Срібло | Бронза | Загалом |
| ------ | --------- | ------ | ------ | ------ | ------- |
| 1      | СРСР      | 7      | 3      | 6      | 16      |
| 2      | Австрія   | 4      | 3      | 4      | 11      |
| 3      | Фінляндія | 3      | 3      | 1      | 7       |
| 4      | Швейцарія | 3      | 2      | 1      | 6       |
| 5      | Швеція    | 2      | 4      | 4      | 10      |
| 6      | США       | 2      | 3      | 2      | 7       |
| 7      | Норвегія  | 2      | 1      | 1      | 4       |
| 8      | Італія    | 1      | 2      | 0      | 3       |
| 9      | Німеччина | 1      | 0      | 1      | 2       |
| 10     | Канада    | 0      | 1      | 2      | 3       |
| 11     | Японія    | 0      | 1      | 0      | 1       |
| 12     | Угорщина  | 0      | 0      | 1      | 1       |
| 12     | Польща    | 0      | 0      | 1      | 1       |
| Всього | Всього    | 25     | 23     | 24     | 72      |